# Hans Küng (Fussballspieler)
Hans Küng (geboren am 24. April 1949) ist ein ehemaliger Schweizer Fussballgoalie. Er stand während der letzten glorreichen Jahre des FC Winterthur zwischen 1971 und 1975 als erster Torhüter im Tor der Winterthurer und spielte danach bei Neuchâtel Xamax FC und beim FC Basel. Mit Basel wurde er 1980 Schweizer Meister.

## Karriere
Hans Küng kam 1968 vom Erstligisten FC Amriswil zum FC Winterthur, nachdem er den Winterthurern bei einem Cupspiel gegen ebendiese im November 1968 auffiel.
In Winterthur wurde er zunächst als 3. Goalie verpflichtet und kam in den Saisons 1968/69 und 1969/70 bei Ligaspielen nicht zum Einsatz. Dies änderte sich im Herbst 1970, als Trainer Willy Sommer ihm gegenüber Werner Frei den Vorzug gab. Mit ihm als 1. Goalie erreichte der FCW zweimal den Ligacup-Final und 1975 den Schweizer Cupfinal. 1974 kam er erstmals zu einem Einsatz im Tor der Schweizer Nationalmannschaft.
Im Sommer 1975 verliess Küng schliesslich den FC Winterthur und wechselte zunächst für zwei Saisons in die Romandie zu Neuchâtel Xamax FC. Nach zwei Saisons in Neuenburg ging Küng zum FC Basel, für die er bis 1983 im Einsatz stand und war in der Saison 1979/80 Teil der Basler Meistermannschaft. Küng trat Basels Mannschaft für die Saison 1977/78 bei, unter Trainer Helmut Benthaus. Nach drei Testspielen, einem Ligacupspiel und zwei Spielen im Alpencup bestritt Küng am 24. September 1977 sein Debüt für den Verein im Auswärtsspiel, als Basel von Servette mit 0:2 besiegt wurde.
In ihrer Saison 1979/80 gewann Basel die Schweizer Meisterschaft. Zwischen 1977 und 1983 bestritt Küng insgesamt 252 Spiele für Basel. 154 dieser Spiele fanden in der Nationalliga A statt, 32 im Schweizer Cup und im Schweizer Ligacup, 16 in europäischen Wettbewerben (Europacup, UEFA-Cup und Alpencup) und 50 Freundschaftsspiele.